# Podalia contigua
Podalia contigua is een vlinder uit de familie van de Megalopygidae. De wetenschappelijke naam van de soort is voor het eerst geldig gepubliceerd in 1866 door Walker.